# Шенкленгсфельд
Шенкленгсфельд (нім. Schenklengsfeld) — сільська громада в Німеччині, знаходиться в землі Гессен. Підпорядковується адміністративному округу Кассель. Входить до складу району Герсфельд-Ротенбург.
Площа — 63,78 км2. Населення становить 4336 ос. (станом на 31 грудня 2020).